# Norman Johnson (matematik)
Norman Woodason Johnson, ameriško-kanadski matematik, * 12. november 1930, † 13. julij 2017.
Johnson je doktoriral leta 1966 na Univerzi v Torontu z disertacijo z naslovom The Theory of Uniform Polytopes and Honeycombs pod Coxeterjevim mentorstvom. V svoji doktorski tezi je Johnson odkril tri zvezdne politope, ki so podobni antiprizmam in se imenujejo Johnsonove antiprizme. Njihova osnova so trije ditrigonalni poliedri. To so mali ditrigonalni ikozidodekaeder, ditrigonalni dodekaeder in veliki ditrigonalni ikozidodekaeder.
V letu 1966 je oštevilčil 92 konveksnih neuniformnih poliedrov, ki imajo pravilne stranske ploskve. Victor Zalgaller je leta 1969 dokazal, da je Johnsonov seznam popoln. Danes se ta telesa imenujejo Johnsonova telesa. Deloval je na Kolidžu Wheaton v Nortonu. Nedavno je Johnson sodeloval pri projektu Uniformni polihoron, v katerem se je poskušalo najti politope v višjih razsežnostih.